# Mogami (lớp tàu tuần dương)
Lớp tàu tuần dương Mogami (tiếng Nhật: 最上型巡洋艦, Mogami-gata junyōkan) là một lớp tàu tuần dương hạng nặng bao gồm bốn chiếc của Hải quân Đế quốc Nhật Bản vào giữa những năm 1930. Thoạt tiên được thiết kế như những tàu tuần dương hạng nhẹ theo như giới hạn mà Hiệp ước Hải quân Washington đặt ra, chúng được cải biến rộng rãi vào cuối những năm 1930 thành những tàu tuần dương hạng nặng. Cả bốn chiếc trong lớp đều tham gia Chiến tranh Thế giới thứ hai và đều bị đánh chìm trước khi chiến tranh kết thúc.

## Mô tả
Trong Chương trình Tăng cường Hạm đội năm 1931, tin rằng đang bị thiếu hụt lực lượng tàu tuần dương, Hải quân Nhật quyết định chế tạo theo hạn ngạch tối đa mà Hiệp ước Hải quân Washington cho phép. Điều này đã đưa đến việc lựa chọn cho lớp Mogami cỡ pháo 155 mm (6,1 inch) bố trí trên năm tháp pháo ba nòng (lần đầu tiên tại Nhật Bản) có góc nâng lên đến 55°, làm cho Mogami trở thành một trong những lớp tàu tuần dương hiếm hoi trang bị dàn pháo chính đa dụng (bắn mục tiêu mặt đất lẫn trên không); phối hợp cùng với sự bảo vệ bằng hỏa lực pháo phòng không rất mạnh cùng với những ống phóng ngư lôi tiêu chuẩn đặt trên bệ xoay nạp lại được, vốn cũng là đặc tính độc đáo riêng của Hải quân Nhật.
Để hạn chế trọng lượng, kỹ thuật hàn điện được áp dụng cũng như sử dụng nhôm trong cấu trúc thượng tầng. Nhằm mục đích đáp ứng những giới hạn về trọng lượng cho tàu tuần dương hạng nhẹ, chúng chỉ được trang bị mười nồi hơi (so với 12 nồi hơi trang bị cho những lớp Takao và Myoko trước đó), nối vào một ống khói duy nhất. Kiểu động cơ turbine hộp số mới bổ sung thêm công suất 22.000 mã lực so với lớp Takao, giúp gia tăng tốc độ tối đa thêm 2,8 km/h (1,5 knot). Tuy vậy, sự bảo vệ không bị giới hạn, khi những tàu chiến trong lớp có thể chịu đựng được những tổn hại đáng kể.
Nhưng những nhà thiết kế đã dồn nén quá mức tải trọng con tàu. Trọng lượng bên trên quá nặng dẫn đến sự mất ổn định, và việc bắn pháo thử nghiệm gây nứt các mối hàn. Các tấm đắp thêm được bổ sung trên thân những chiếc Mogami và Mikuma, và được bổ sung vào thiết kế của Kumano và Suzuya, khiến chiều ngang thân tàu tăng lên 19,2 m (63 ft) và lượng rẽ nước đến 11.200 tấn, làm giảm bớt tốc độ tối đa 3,7 km/h (2 knot).
Bắt đầu từ năm 1939, những chiếc trong lớp được cho tái cấu trúc một cách đang kể, thay thế các tháp pháo ba nòng 155 mm bằng những tháp pháo 203 mm (8 inch) nòng đôi, chuyển các khẩu pháo 155 mm nguyên thủy của chúng sang trang bị cho siêu thiết giáp hạm Yamato. Thực ra, các nhà thiết kế đã vẽ kiểu con tàu với ý định trong đầu sẽ chuyển các khẩu pháo 155 mm (6 inch) sang cỡ 203 mm (8 inch), nhằm mục đích biến chúng thành các tàu tuần dương hạng nặng và lách qua những giới hạn của Hiệp ước Hải quân London. Các đai giáp chống ngư lôi cũng được bổ sung. Nói chung, lượng rẽ nước của lớp tàu bị tăng lên trên 13.000 tấn, và tốc độ tối đa bị giảm còn 63,8 km/h (34,5 knot).

## Lịch sử hoạt động
Vào tháng 6 năm 1942, cả bốn chiếc trong lớp đều tham gia vào trận Midway, nơi mà Mogami và Mikuma va chạm với nhau khi đang cố tránh một cuộc tấn công của tàu ngầm. Mikuma bị tiêu diệt vào ngày 6 tháng 6 năm 1942 khi bị máy bay từ các tàu sân bay Enterprise và Hornet tấn công; trong khi chiếc Mogami hư hỏng nặng đã lê lết được về vùng biển nhà và phải trải qua mười tháng trong ụ tàu, khi phần phía sau của nó được cấu trúc lại toàn bộ, các tháp pháo "X" và "Y" của nó được tháo dỡ thay thế bằng một sàn đáp với dự định mang theo 11 máy bay.
Vào tháng 10 năm 1944, những chiếc còn lại trong lớp hội ngộ với nhau trong trận chiến vịnh Leyte. Mogami bị hư hại nặng do va chạm với tàu tuần dương Nachi, hỏa lực pháo và không kích của đối phương, và cuối cùng bị đánh đắm bởi tàu khu trục Akebono; trong khi Kumano rút lui về cảng Manila chỉ với một nồi hơi trước khi bị các phi công của Đô đốc Halsey vô hiệu hóa vào ngày 25 tháng 11 năm 1944; họ cũng phá hỏng chiếc Suzuya cùng ngày hôm đó, và chiếc cuối cùng còn lại trong lớp bị tàu khu trục Okinami đánh đắm vào ngày 27 tháng 11.

## Những phê phán về thiết kế
Lớp tàu này được các chuyên gia thiết kế hàng hải cho là dồn ép quá nhiều tính năng vào một khuôn khổ hạn chế. Bộ tham mưu Hải quân Nhật nhấn mạnh rằng mỗi lớp tàu mới phải vượt trội hơn mọi thứ khác trong hạng của nó, và đã đặt một gánh nặng lớn lên các nhà thiết kế và chế tạo hải quân Nhật. Những khó khăn xảy ra đối với lớp tàu Mogami có thể được giải thích theo quan điểm này.
Cấu trúc chế tạo ban đầu của con tàu khá nhẹ để tuân thủ các hiệp ước hải quân và phải được bù đắp. Khi Giám đốc Chế tạo của Hải quân Hoàng gia Anh được Cơ quan Tình báo Hải quân Anh thông báo về lớp tàu này, có trích dẫn những thông tin về trọng lượng rẽ nước, ông đã trả lời rằng những tính năng này không thể đạt được với lượng rẽ nước như thế, và “họ phải chế tạo con tàu bằng các-tông, hoặc đã nói dối”.
Cho dù việc sắp xếp tháp pháo số 3 cải thiện được góc bắn, và khắc phục được vấn đề bất ổn định (lớp Takao trước đó được xem là có cấu trúc bên trên quá nặng), những chiếc trong lớp Mogami nói chung được xem không cải thiện được gì nhiều so với lớp Takao. Dù sao, lớp Tone tiếp theo sau đã giữ lại một số đặc tính trong thiết kế của lớp Mogami. Tuy nhiên, những chiếc trong lớp Tone lại được dự tính cho một mục đích khác biệt, khi tất cả các khẩu pháo chính đều được bố trí hướng ra phía trước, dành toàn bộ khoảng sàn tàu phía sau chứa thêm nhiều chiếc thủy phi cơ.

## Những chiếc trong lớp
| Tàu           | Đặt lườn             | Hạ thủy              | Hoạt động            | Số phận                                                                        |
| Mogami (最上) | 27 tháng 10 năm 1931 | 14 tháng 3 năm 1934  | 28 tháng 7 năm 1935  | Bị đánh chìm 25 tháng 10 năm 1944 trong Trận chiến eo biển Surigao             |
| Mikuma (三隈) | 24 tháng 12 năm 1931 | 31 tháng 5 năm 1934  | 29 tháng 8 năm 1935  | Bị đánh chìm 6 tháng 6 năm 1942 trong Trận Midway                              |
| Suzuya (鈴谷) | 11 tháng 12 năm 1933 | 20 tháng 11 năm 1934 | 31 tháng 10 năm 1937 | Bị đánh chìm 25 tháng 10 năm 1944 trong Trận chiến ngoài khơi Samar            |
| Kumano (熊野) | 5 tháng 4 năm 1934   | 15 tháng 10 năm 1936 | 31 tháng 10 năm 1937 | Bị đánh chìm 25 tháng 11 năm 1944 bởi tàu sân bay Ticonderoga tại Phillippines |

### Sách
- Blair, Clay (1975). Silent Victory. London: Lippincott.
- D'Albas, Andrieu (1965). Death of a Navy: Japanese Naval Action in World War II. Devin-Adair Pub. ISBN 0-8159-5302-X.
- Dull, Paul S. (1978). A Battle History of the Imperial Japanese Navy, 1941-1945. Naval Institute Press. ISBN 0-87021-097-1.
- Fitzsimons, Bernard (1978). “p. 1927-8”. The Encyclopedia of 20th Century Weapons and Warfare, Volume 18. London: Phoebus.
- Lacroix, Eric (1997). Japanese Cruisers of the Pacific War. Linton Wells. Naval Institute Press. ISBN 0-87021-311-3.
- Preston, Anthony (2004). World's Worst Warships. London: Conway's Maritime Press.